# Ystad Saltsjöbad

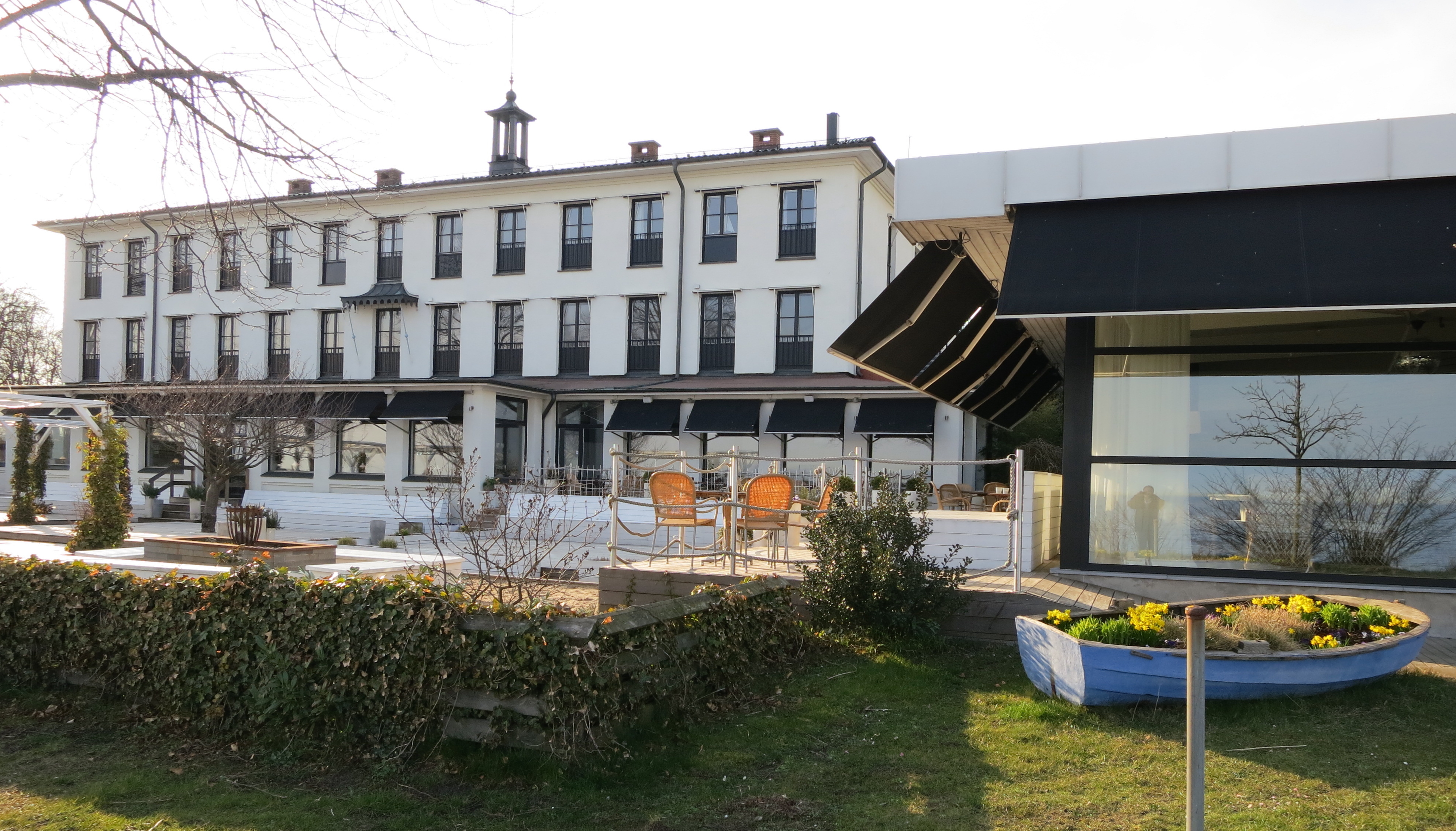
Ystad Saltsjöbad

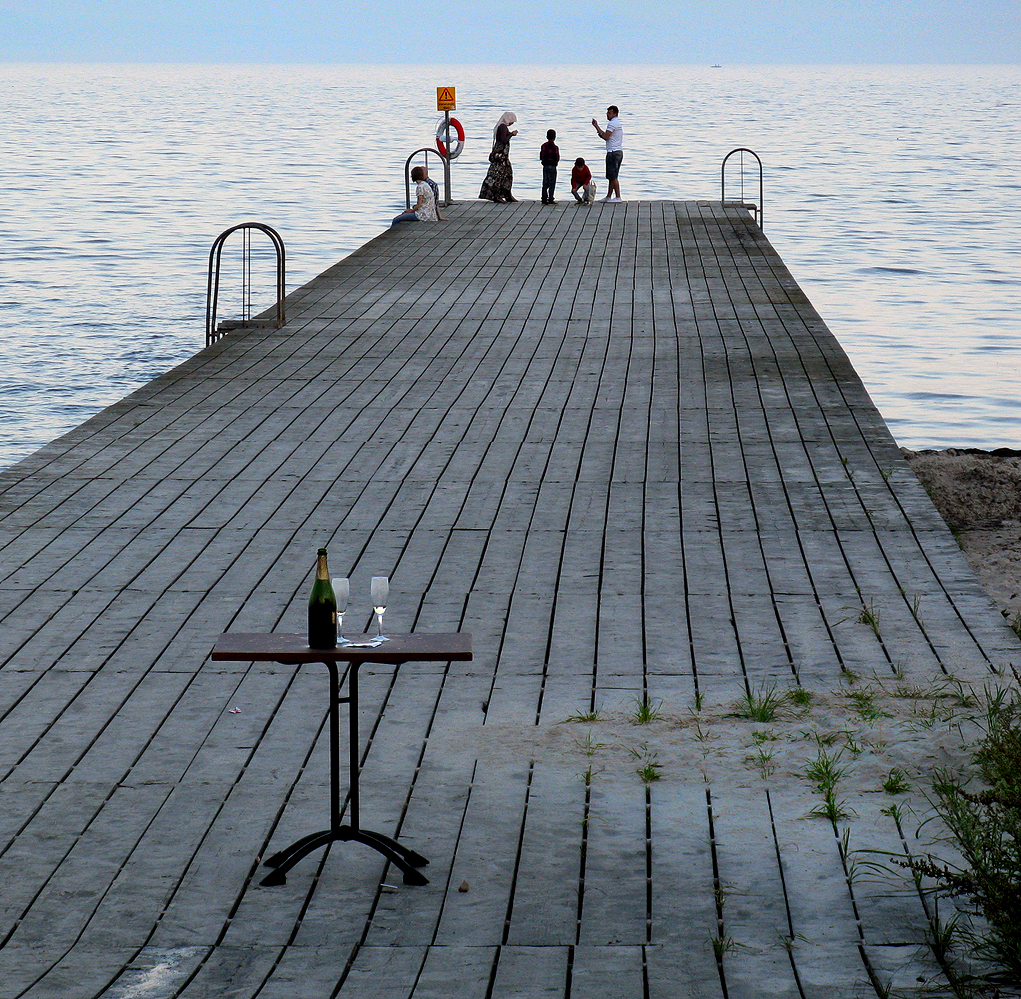
Bryggan (Brygga 0) nedanför hotellet är den enda av strandens fem bryggor som är permanent året runt, den är med sina 104 meter även strandens längsta.

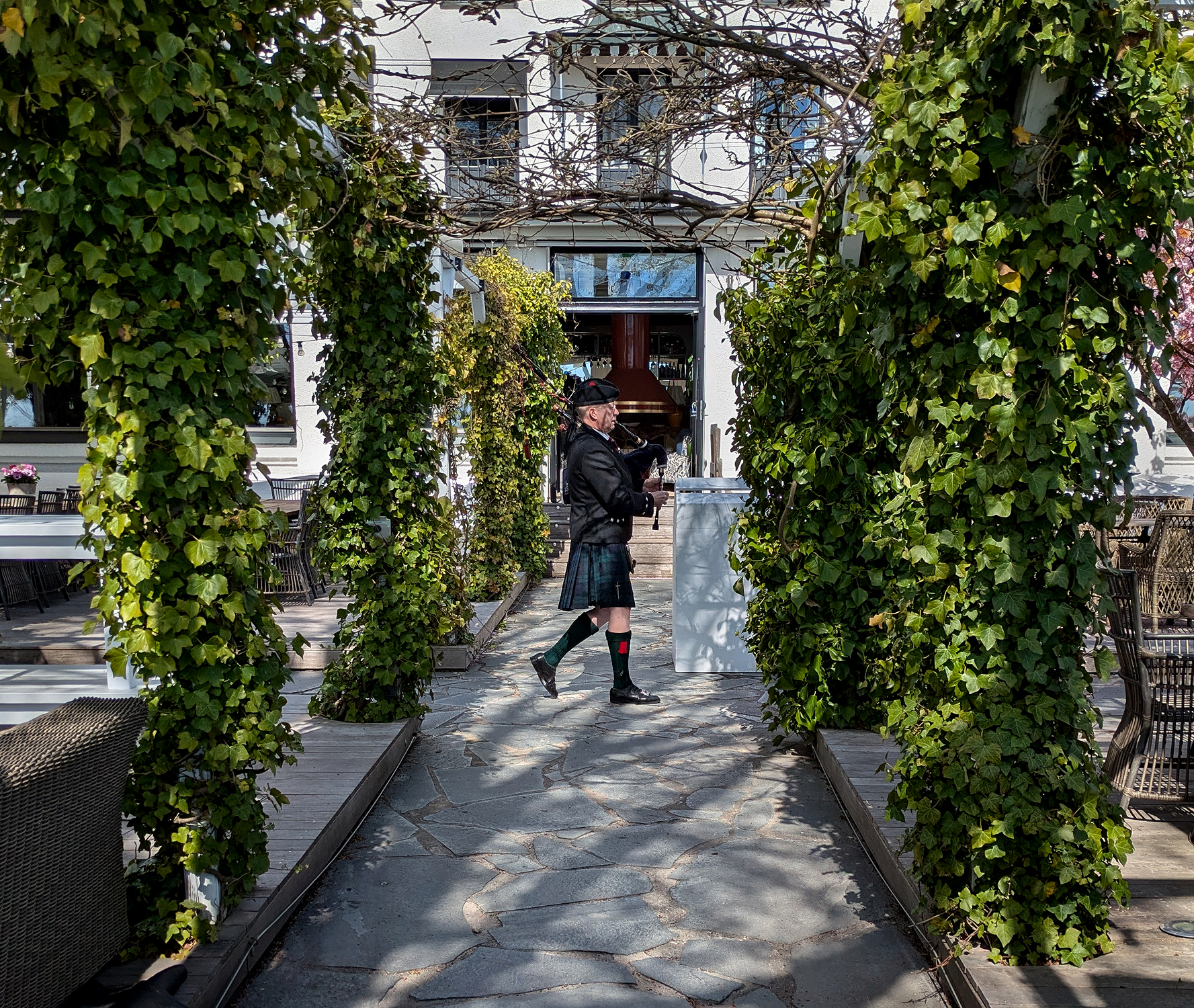
Entrén till uteserveringen och sandstranden.

Ystad Saltsjöbad är ett hotell i Ystad. Hotellet har 139 rum och en konferensavdelningen med 13 mötesrum där det största tar 324 sittande. Hotellet har även flera restauranger och barer och en spa-avdelning.
2007 köptes driftbolaget till Ystad Saltsjöbad av bolaget ESS Hotell.

## Historik
1896 kom Ystads apotekare och tillika kommunalpolitiker Salomon Smith och en annan Ystadbo John Tengberg in med en motion angående att Ystad behövde ett hotell och samlingsplats vid havet i Sandskogen. Under detta år fattades beslutet att uppföra ett badhotell som fick namnet Ystad Saltjsöbad. Den plats som utvalts för det blivande badhotellet var densamma som den där dagens huvudbyggnad uppfördes 1927, dock något närmare havet.
Hotellet uppfördes som en träbyggnad i tre plan med totalt 12 rum och matsal och allmänutrymmen enligt Peter Boisens ritningar. Dessutom byggdes verandor med snickarglädje som var typiskt för den tiden.
Man byggde också till ett annex som innehöll varmbadhus och kallbadhus.
En brand utbröt runt 1913 och därför kom ett provisorium upp tills man 1927 byggde en ny huvudbyggnad, det som idag är restaurang och del hotellrum. August Ewe stor för ritningarna. Redan 1936 byggde man till ytterligare med mindre restaurangdel. Sedan dess har ett flertal tillbyggnader gjorts. 2012 byggdes spa till med en ny del: The Creek experience.

## Galleri

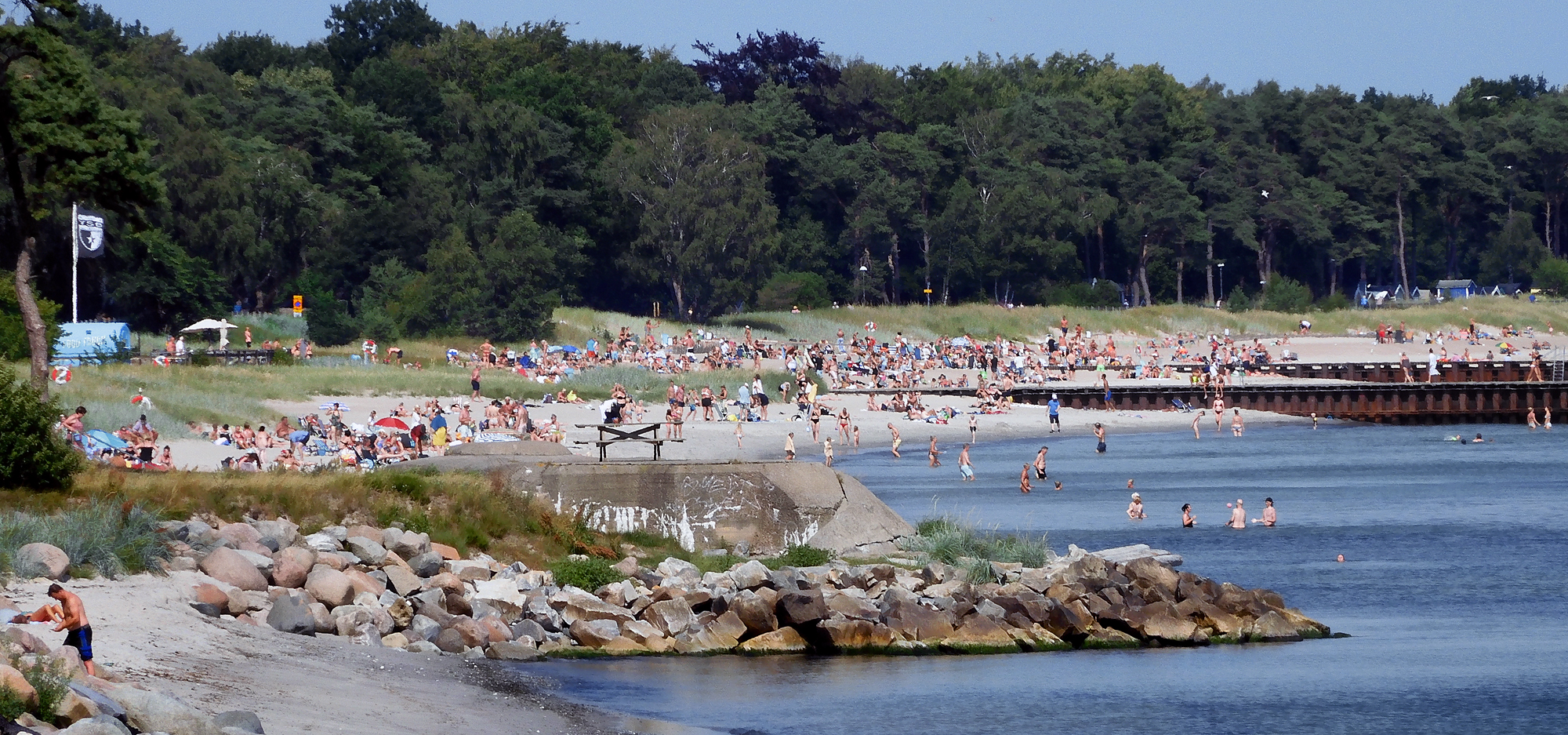
Ystads Saltsjöbad, sett från Engelska byggan 18 juli 2021.
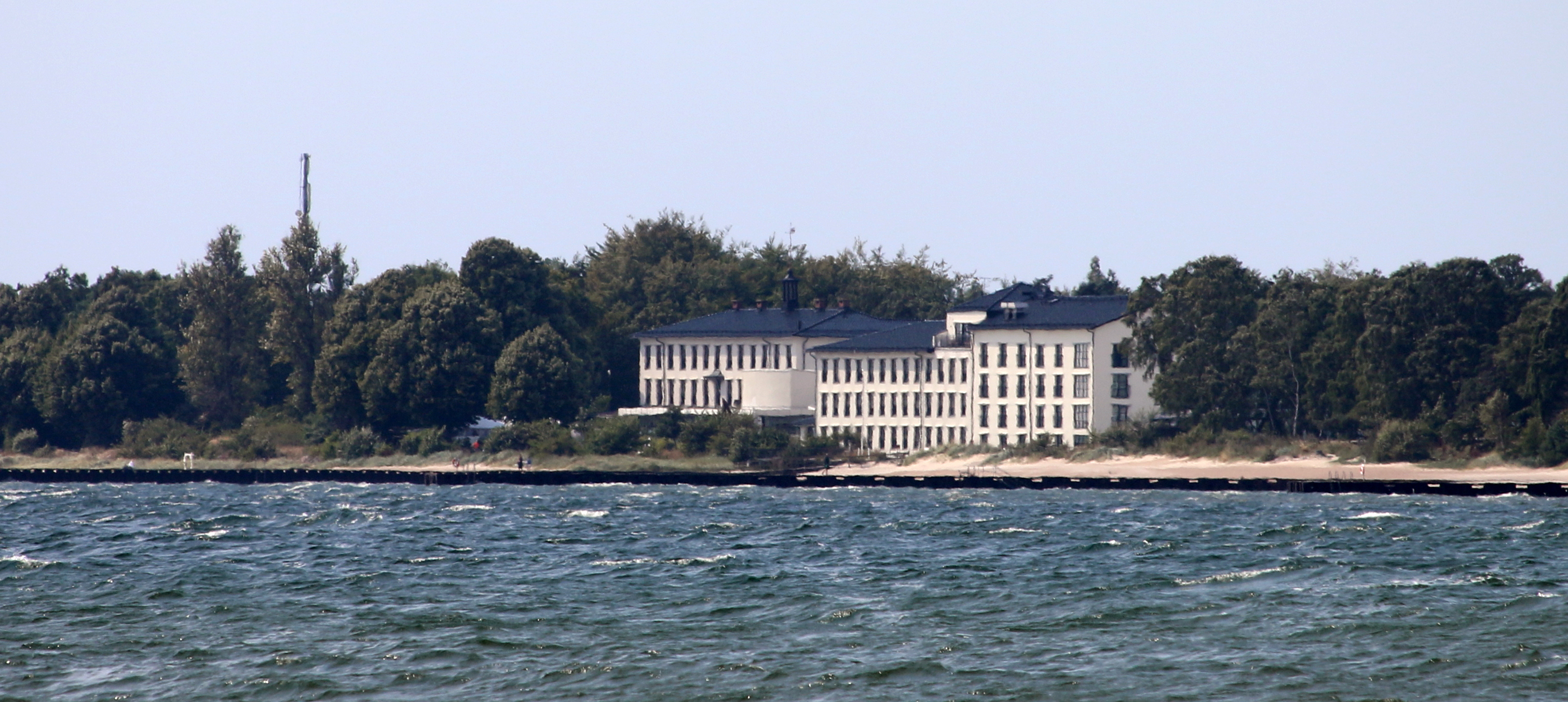
Hotellet på avstånd 2015.
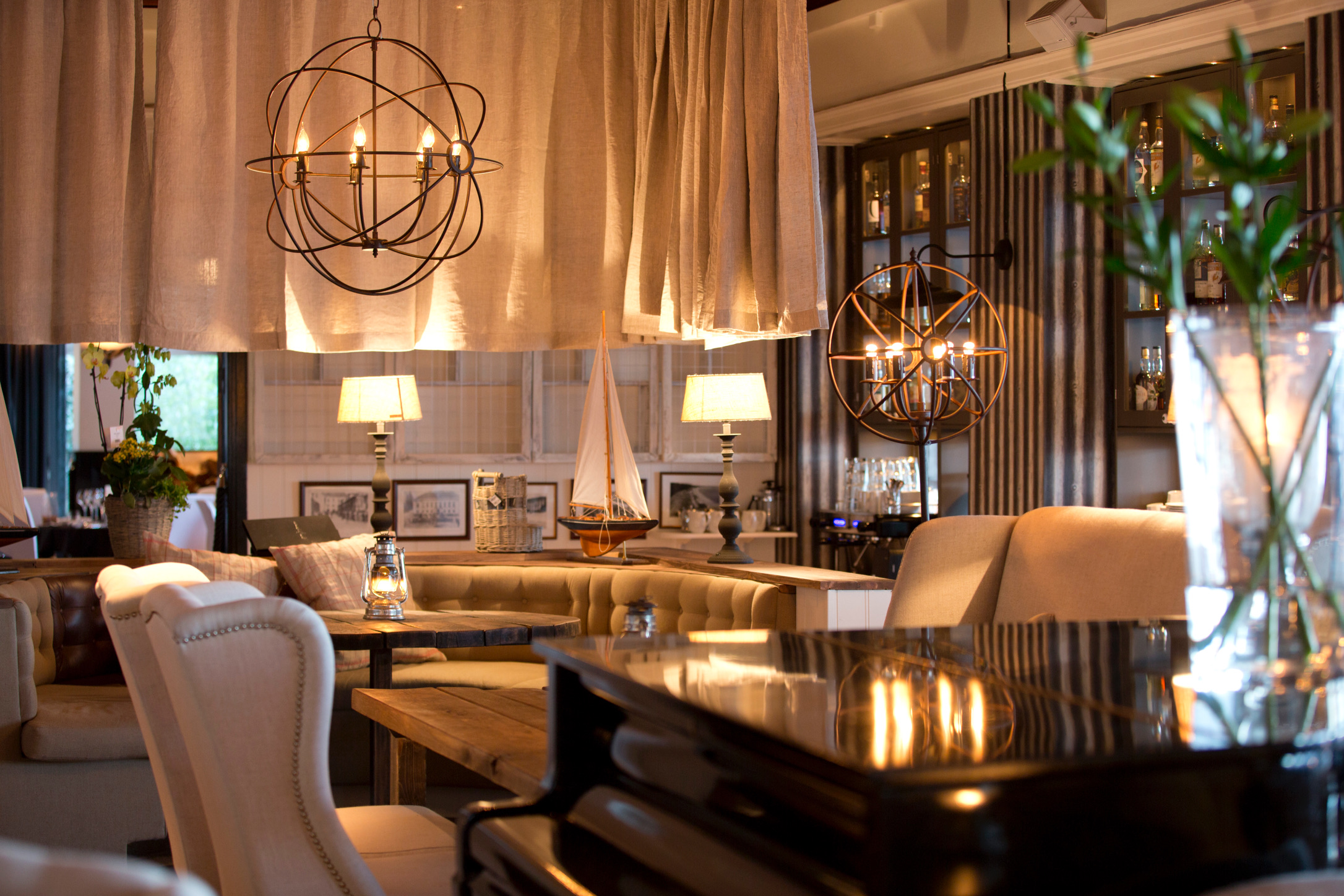
Interiör på hotellet.
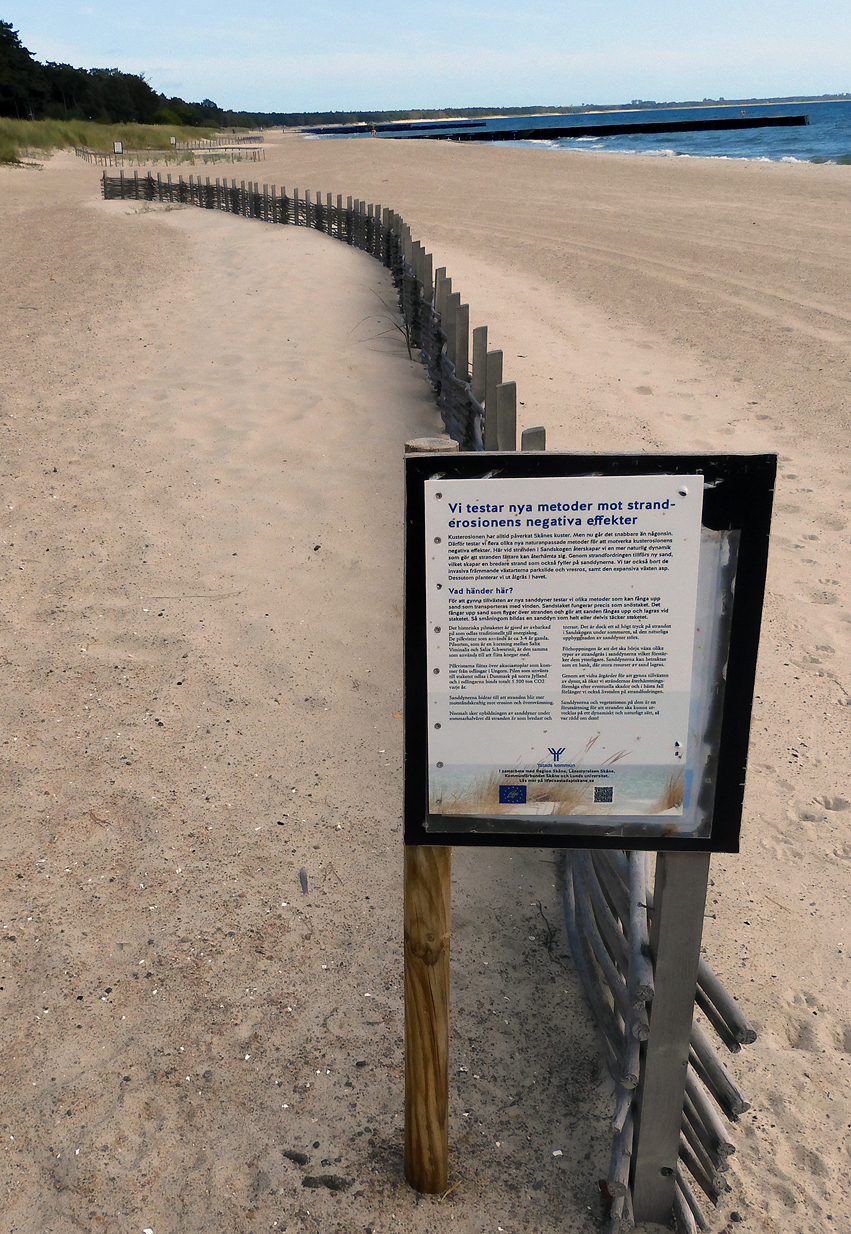
En palissad vid Ystad Saltsjöbad till skydd mot erosion.
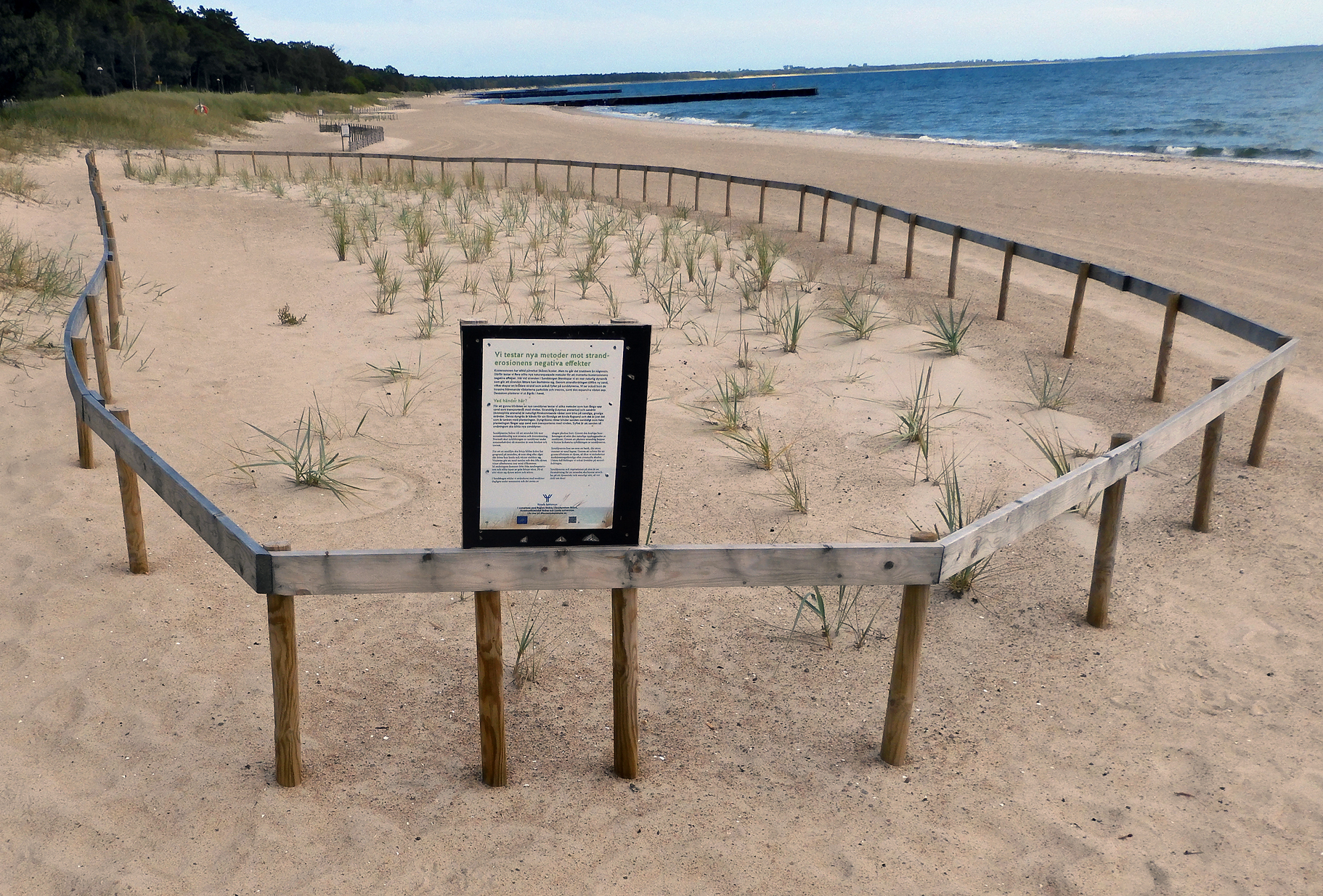
Plantering av strandråg vid Ystad Saltsjöbad till skydd mot erosion.